# Спринхорн, Герда
Гертруда Линнея (Герда) Спринхорн (швед. Gertrud Linnéa (Gerda) Sprinchorn; 29 апреля 1871 — 21 марта 1951) — шведский скульптор и керамист.

## Биография и творчество
Гертруда Линнея Спринхорн родилась 29 апреля 1871 года. Её родителями были счетовод Карл Людвиг Спринхорн и его жена Хильдегарда Юлиана Литтмарк. С 1893 по 1900 год Гертруда (более известная как Герда) училась в Королевской академии свободных искусств. В 1899 году её скульптура «Пери у врат рая» («Peri vid paradisets port») была отмечена медалью Hertigliga, а в 1900 году её «Клеопатра» была удостоена Королевской медали. Эта скульптура, изображавшая сцену самоубийства Клеопатры, получила лестные отзывы на первой выставке, организованной Шведским обществом художниц (Föreningen Svenska Konstnärinnor) в 1911 году. Долгое время она считалась лучшей работой Герды Спринхорн, однако, по свидетельствам современников, скульптор впоследствии сама уничтожила своё творение.
По окончании учёбы в Академии Герда Спринхорн провела около года в Париже. Никаких её работ того периода не известно, тогда как поездки в Даларну в 1904, 1905 и 1907 годах оказались, напротив, чрезвычайно плодотворными. Герда создала ряд реалистичных статуэток, изображавших жителей Даларны в традиционных костюмах.
1906 год Герда Спринхорн провела в Италии, побывав также на Капри. Затем она несколько раз путешествовала по Финляндии. Итогом как итальянских, так и финских поездок стали новые скульптуры в этнографическом духе, изображавшие сельских жителей в национальных костюмах.
Помимо скульптур, Герда Спринхорн создавала керамику и предметы интерьера — лампы, письменные приборы и т. д. После того как у неё появилась собственная печь для обжига, она стала экспериментировать с различными видами глазури, вдохновляясь японской керамикой.
Одна из наиболее известных скульптур Спринхорн — «Священный танец» (Helig dans) — изображает женщину с простёртыми руками, в тонких, развевающихся на ветру одеждах. По замыслу автора, ей должна была сопутствовать парная скульптура «Языческий танец» (Profan dans), но она так и не была создана. Вместо неё появилась на свет небольшая терракотовая статуэтка «Danse macabre». В числе прочих работ Герды Спринхорн — рельефные портреты из бронзы, в том числе актёра Андерса де Валя и художниц Шарлотты Вальстрём, Ингеборг Окерман и Хильдегард Торелль. В 1948 году в Стенбрухульте была установлена статуя её работы, изображающая молодого Карла Линнея.
Спринхорн неоднократно принимала участие в выставках, как в Швеции, так и за её пределами (в том числе в Лондоне, Мюнхене, Вене, Сан-Франциско). В 1904 году она получила бронзовую медаль на Всемирной выставке в Сент-Луисе.
Герда Спринхорн умерла в 1951 году в Стокгольме.